# NGC 5902
NGC 5902 (другие обозначения — MCG 8-28-11, ZWG 274.35, PGC 54394) — галактика в созвездии Волопас.
Этот объект входит в число перечисленных в оригинальной редакции «Нового общего каталога».